# Lincoln Henrique
Lincoln Henrique, auch kurz Lincoln (* 7. November 1998 in Porto Alegre; voller Name Lincoln Henrique Oliveira dos Santos) ist ein brasilianischer Fußballspieler. Er steht seit Juni 2022 in Diensten des türkischen Vereins Fenerbahçe Istanbul und ist ein ehemaliger Nachwuchs-Nationalspieler Brasiliens. Im Kalenderjahr 2024 spielte er auf Leihbasis für den brasilianischen Fußballverein Red Bull Bragantino, bevor er im Januar 2025 für den Rest der Saison 2024/25 an Hull City verliehen wurde.

## Leben
Lincoln Henrique kam 1998 in der Hauptstadt Porto Alegre des brasilianischen Bundesstaats Rio Grande do Sul zur Welt und begann dort mit dem Fußballspielen. Seit 2015 war er mit der Influencerin Adriana Muller liiert und hat mit ihr seit 2018 gemeinsam einen Sohn. Mit ihr ist er seit Südwinter 2019 standesamtlich verheiratet und sie bekamen im Mai 2021 auf den Azoren einen weiteren Sohn.

## Karriere
Lincoln Henrique ist ein 1,78 Meter großer und linksfüßiger Mittelfeldspieler und agiert primär im offensiven Mittelfeld. Zu seinen fußballerischen Stärken zählen gemäß CD Santa Clara seine spielerische Kreativität mit seiner Spielübersicht und Passspielen.

### Vereine

#### Anfänge in Porto Alegre und Leihstationen
Aus der Jugendabteilung des brasilianischen Erstligisten Grêmio Porto Alegre holte der Cheftrainer Luiz Felipe Scolari ihn 2015 in die Grêmio-Erstmannschaft. Anfänglich galt Lincoln Henrique als vielversprechendes Nachwuchstalent und sein Spieldebüt für die professionelle Erstmannschaft gab er mit 16 Jahren Ende Januar 2015 in der Staatsmeisterschaft von Rio Grande do Sul. Scolari umschrieb das fußballerische Talent als „Black diamond“ (deutsch Schwarzen Diamant), wofür er unter anderem später im Oktober 2015 vom The Guardian zu den 50 besten Nachwuchsspielern des Weltfußballs 2015 auserkoren wurde. Zwischen 2015 und 2017 erhielt er mehrere sporadische Einsätze mehrheitlich als Einwechselspieler in Fußballwettbewerben: Staatsmeisterschaft von Rio Grande do Sul, Copa do Brasil, brasilianischen Série A und Copa Libertadores.

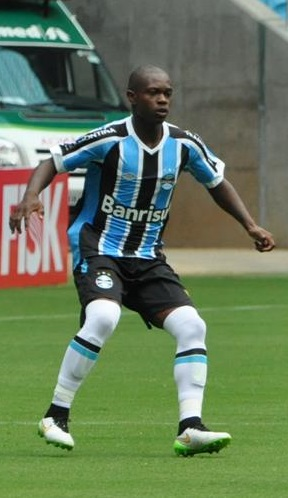
Lincoln Henrique mit 16 Jahren im Einsatz (2015)

Nachdem Lincoln Henrique 2017 mit 18 Jahren nicht die erwarteten Leistungen erbracht hatte, wurde er zur Saison 2017/18 des türkischen Fußballs zum Zweitligisten Çaykur Rizespor für eine Spielsaison verliehen. Dort trug er mehrheitlich als Einwechselspieler auch zum Aufstieg in die Süper Lig als Meister der TFF 1. Lig seiner Mannschaft bei. Danach war Çaykur Rizespor an einer Festverpflichtung von ihm interessiert, aber die Ablösevorstellung von Grêmio Porto Alegre waren für den türkischen Verein zu hoch. Somit kehrte er zum Südwinter 2018 zu seinem Profistammverein temporär zurück. Er kam im August 2018 zu vereinzelten Einsätzen in der Profi- und U23-Mannschaft, woraufhin Lincoln Henrique im September 2018 bis zum brasilianischen Saisonende 2018 zum Ligakontrahenten América Mineiro verliehen wurde. Als ausschließlicher Einwechselspieler konnte er mit seinen sporadischen Einsätzen nicht den Abstieg in die zweitklassige Série B seiner Mannschaft mit verhindern.

#### Transfer in den europäischen Fußball
Nach dem Abstieg 2018 kehrte Lincoln Henrique erneut temporär zu Grêmio Porto Alegre zurück und blieb ein halbes Jahr. Nach zwei sporadischen Einsätzen als Einwechselspieler im Januar und April 2019 wurde er im Juli 2019 zur portugiesischen Saison 2019/20 zum Erstligisten CD Santa Clara ablösefrei transferiert, aber Grêmio Porto Alegre behielt weiterhin 20 % der Transferrechte an ihm. In vereinzelten Ligaspielen war er der Schlüsselspieler der Mannschaft für Siege bzw. Remis, wofür er auch mehrmals von der Liga Portuguesa de Futebol Profissional zum Man of the Match ernannt wurde. Lincoln Henrique trug mit seinen Leistungen zur historisch besten Endplatzierung seines Vereins in der portugiesischen Primeira Liga mit Platz 6 und 7 bei. Er bestritt für die Azoreaner in drei Saisons über 100 Pflichtspieleinsätze aus Liga- und Pokalwettbewerbsspielen und erzielte dabei 9 Tore und gab 19 Torvorlagen, wobei er auch zu den Kapitänen der Mannschaft angehörte und blieb nahezu verletzungsfrei.
Zur Saison 2022/23 wurde Lincoln Henrique im Juni 2022 zum türkischen Süper-Ligisten Fenerbahçe Istanbul transferiert und er erhielt dort einen Vierjahresvertrag, wobei der Vereinsvorstand vom CD Santa Clara anfänglich gegen den Transfer waren. Trotz der Umstände erfolgte der Transfer, weil unter anderem dem Vereinsvorstand nur 40 % des Aktienkapitals (SAD) des eigenen Sportvereins gehörten. Anfänglich kam Lincoln Henrique primär als Reservespieler mit stetigen Einwechslungen zum Einsatz. Im weiteren Verlauf der Saison 2022/23 etablierte er sich im Stammkader primär als Startformationsspieler und spielte vor allem als linker offensiver Flügelspieler. In der Rückrunde wurde er aus kadertechnischen Gründen auch als linker Außenverteidiger eingesetzt und zog sich im März 2023 einen Kreuzbandriss zu, womit er für den Rest der Saison frühzeitig ausfiel. Trotz der Umstände gehörte Lincoln Henrique am Saisonende 2022/23 zum zweiterfolgreichesten Torvorlagengeber der Saison-Mannschaft und noch zu den zehnterfolgreichesten Torvorlagengebern der Süper-Lig-Saison an.

#### Comeback und temporäre Brasilien-Rückkehr
Für die Hinrunde 2023/24 fiel er aufgrund seiner Kreuzbandverletzung aus der vergangenen Saison größtenteils aus. Erst zur Rückrunde war er wieder einsatzfähig und begleitete den Süper-Lig-Rückrundenstart als Reservespieler ohne Einsatz. Sein Spielcomeback gab er in der 5. Ausscheidungsrunde des türkischen Pokals und trug mit einem Tor und einer Torvorlage gegen Adanaspor zum 6:0-Kantersieg bei. Im weiteren Verlauf der Süper-Lig-Rückrunde wechselte Lincoln Henrique im Februar 2024 auf Leihbasis inklusive einer Kaufoption zum brasilianischen Erstligisten Red Bull Bragantino.

#### Leihe in die EFL Championship
Im Januar 2025 wurde Lincoln Henrique für den Rest der Saison an Hull City verliehen.

### Nationalmannschaft
Ende 2012 wurde Lincoln Henrique mit 14 Jahren erstmals für die U15-Junioren Brasiliens berufen. Später war er im November 2013 mit der brasilianischen U15-Junioren bei der U15-Südamerikameisterschaft 2013 dabei. Später trug er im Alter von 16 Jahren mit seinen Leistungen die U17-Junioren Brasiliens im März 2015 in Paraguay zum Gewinn der U17-Südamerikameisterschaft 2015 bei, wobei er auch gegen Turnierende zum Kapitän seiner Mannschaft aufstieg. Mit dem Meisterschaftssieg 2015 qualifizierte er sich mit den U17-Junioren für die U17-Weltmeisterschaft im Südfrühling 2015 in Chile, wo er erneut seine Mannschaft als Kapitän anführte. Er erreichte mit der Mannschaft das Viertelfinale und schied dort gegen den späteren Turniersieger der U17-Junioren Nigeria aus.

## Erfolge
- Vereine
  - mit Grêmio Porto Alegre
    - Brasilianischer Pokalsieger: 2016 (ohne Einsatz)
    - Copa-Libertadores-Sieger: 2017
    - Gewinn der Staatsmeisterschaft von Rio Grande do Sul: 2019

  - mit Çaykur Rizespor
    - Aufstieg in die Süper Lig als Meister der TFF 1. Lig ( ▲): 2017/18[3]

  - mit Fenerbahçe Istanbul
    - Türkischer Vizemeister:  2022/23
    - Türkischer Pokalsieger: 2022/23[21]

- Nationalmannschaft
  - mit U17-Junioren Brasiliens
    - Gewinn der U17-Südamerikameisterschaft: 2015

- Individuell
  - Gewählt in die beste Elf des Spieltages der Primeira Liga (koop. A Bola, O Jogo, Record): 7. Spieltag der Saison 2021/22[22]
  - Man of the Match in der Primeira Liga (LPFP): 13., 18. Spieltag der Saison 2019/20;[23] 7., 17., 27. Spieltag der Saison 2021/22[24]